# Maurits Cornelis Escher
Maurits Cornelis Escher (17 tháng 6 năm 1898 – 27 tháng 3 năm 1972) là một nghệ sĩ đồ họa người Hà Lan, người đã tạo ra các bức tranh khắc gỗ, bản in thạch bản và bản in khắc nạo lấy cảm hứng từ toán học. Mặc dù được nhiều người quan tâm, Escher trong một thời gian dài đã bị bỏ quên trong thế giới nghệ thuật, ngay cả ở quê hương Hà Lan; khi một triển lãm hồi tưởng của ông được tổ chức, ông đã 70 tuổi. Vào cuối thế kỷ XX, ông đã được đánh giá cao hơn, và trong thế kỷ XXI, ông đã được vinh danh trong các cuộc triển lãm trên khắp thế giới.
Tác phẩm của ông có các vật thể và hình học toán học bao gồm các vật thể bất khả thi, khám phá về vô cực, phản xạ, đối xứng, phối cảnh, các khối đa diện cụt và hình sao, hình học hyperbol và các lưới tổ ong. Mặc dù Escher tin rằng mình không có khả năng toán học, nhưng ông đã tương tác với các nhà toán học George Pólya, Roger Penrose, Harold Coxeter và nhà tinh thể học Friedrich Haag, và tiến hành nghiên cứu của riêng mình về lưới tổ ong.
Khi mới bắt đầu sự nghiệp của mình, ông đã lấy cảm hứng từ thiên nhiên, nghiên cứu về côn trùng, phong cảnh và các loài thực vật như địa y, tất cả đều được ông sử dụng làm chi tiết trong các tác phẩm nghệ thuật của mình. Ông đã đi du lịch ở Ý và Tây Ban Nha, phác thảo các tòa nhà, cảnh quan thị trấn, kiến trúc và mái ngói của Alhambra và Mezquita của Cordoba, và dần dần quan tâm hơn đến cấu trúc toán học của chúng.

Các tác phẩm nghệ thuật của Escher trở nên nổi tiếng trong giới khoa học và toán học, và trong văn hóa đại chúng, đặc biệt là sau khi nó được Martin Gardner giới thiệu trong chuyên mục Trò chơi Toán học tháng 4 năm 1966 trên tạp chí Scientific American. Ngoài việc được đăng trong nhiều loại tạp chí khoa học kỹ thuật, tác phẩm của ông đã xuất hiện trên trang bìa của nhiều cuốn sách và album. Ông là một trong những nguồn cảm hứng chính cho cuốn sách Gödel, Escher, Bach đoạt giải Pulitzer năm 1979 của Douglas Hofstadter.

Bức tranh nổi tiếng Relativity (sự tương đối) của M.C Escher, tiêu biểu cho những kiến trúc bất khả thi của ông. Nhìn theo hướng nào cũng thấy căn nhà này là hợp lý, nhưng trên tổng thể thì nó không hợp lý chút nào
Bức tranh nổi tiếng DrawingHands của M.C Escher,một ví dụ điển hình cho khái niệm "strange loop", nền tảng của hiệu ứng Droste

## Tác phẩm tiêu biểu
- Trees, vẽ mực (1920)
- St. Bavo's, Haarlem, vẽ mực (1920)
- Flor de Pascua (The Easter Flower), tranh khắc gỗ/minh họa sách (1921)
- Eight Heads, tranh khắc gỗ (1922)
- Dolphins tên khác: Dolphins in Phosphorescent Sea, tranh khắc gỗ (1923)
- Tower of Babel, tranh khắc gỗ (1928)
- Street in Scanno, Abruzzi, tranh in thạch bản (1930)
- Castrovalva, tranh in thạch bản (1930)
- The Bridge, tranh in thạch bản (1930)
- Palizzi, Calabria, tranh khắc gỗ (1930)
- Pentedattilo, Calabria, tranh in thạch bản (1930)
- Atrani, Coast of Amalfi, tranh in thạch bản (1931)
- Ravello and the Coast of Amalfi, tranh in thạch bản (1931)
- Covered Alley in Atrani, Coast of Amalfi, chạm gỗ (1931)
- Phosphorescent Sea, tranh in thạch bản (1933)
- Still Life with Spherical Mirror, tranh in thạch bản (1934)
- Hand with Reflecting Sphere còn biết là Self-Portrait in Spherical Mirror, tranh in thạch bản (1935)
- Inside St. Peter's, chạm gỗ (1935)
- Portrait of G.A. Escher, tranh in thạch bản (1935)
- "Hell", tranh in thạch bản (1935)
- Regular Division of the Plane, loạt nhiều tranh sáng tới những năm 1960s (1936)
- Still Life and Street (bức tranh về sự bất khả thi đầu tiên), tranh khắc gỗ (1937)
- Metamorphosis I, tranh khắc gỗ (1937)
- Day and Night, tranh khắc gỗ (1938)
- Cycle, tranh in thạch bản (1938)
- Sky and Water I, tranh khắc gỗ (1938)
- Sky and Water II, tranh in thạch bản (1938)
- Metamorphosis II, tranh khắc gỗ (1939–1940)
- Verbum (Earth, Sky and Water), tranh in thạch bản (1942)
- Reptiles, tranh in thạch bản (1943)
- Ant, tranh in thạch bản (1943)
- Encounter, tranh in thạch bản (1944)
- Doric Columns, wood engraving (1945)
- Three Spheres I, wood engraving (1945)
- Magic Mirror, tranh in thạch bản (1946)
- Three Spheres II, tranh in thạch bản (1946)
- Another World Mezzotint hay Other World Gallery, khắc nạo (1946)
- Eye, khắc nạo (1946)
- Another World hay Other World, tranh chạm và khắc gỗ (1947)
- Crystal, khắc nạo (1947)
- Up and Down hay High and Low, tranh in thạch bản (1947)
- Drawing Hands, tranh in thạch bản (1948)
- Dewdrop, khắc nạo (1948)
- Stars, chạm gỗ (1948)
- Double Planetoid, chạm gỗ (1949)
- Order and Chaos (Contrast), tranh in thạch bản (1950)
- Rippled Surface, tranh khắc gỗ (1950)
- Curl-up, tranh in thạch bản (1951)
- House of Stairs, tranh in thạch bản (1951)
- House of Stairs II, tranh in thạch bản (1951)
- Puddle, tranh khắc gỗ (1952)
- Gravitation, (1952)
- Dragon, tranh khắc gỗ, tranh in thạch bản và màu nước (1952)
- Cubic Space Division, tranh in thạch bản (1952)
- Relativity, tranh in thạch bản (1953)
- Tetrahedral Planetoid, tranh khắc gỗ (1954)
- Compass Rose (Order and Chaos II), tranh in thạch bản (1955)
- Convex and Concave, tranh in thạch bản (1955)
- Three Worlds, tranh in thạch bản (1955)
- Print Gallery, tranh in thạch bản (1956)
- Mosaic II, tranh in thạch bản (1957)
- Cube with Magic Ribbons, tranh in thạch bản (1957)
- Belvedere, tranh in thạch bản (1958)
- Sphere Spirals, tranh khắc gỗ (1958)
- Ascending and Descending, tranh in thạch bản (1960)
- Waterfall, tranh in thạch bản (1961)
- Möbius Strip II (Red Ants) tranh khắc gỗ (1963)
- Knot, pencil and crayon (1966)
- Metamorphosis III, tranh khắc gỗ (1967–1968)
- Snakes, tranh khắc gỗ (1969)